# 大鵬航空
大鵬航空全名為大鵬航空股份有限公司（英文：Roc Aviation Company、RAC），成立於1992年，屬於普通航空業，是以航空攝影測量為主的專業飛航公司。

## 機隊
大鵬航空原有機隊為兩架Britten-Norman BN-2 Islander型雙螺旋槳雙引擎固定翼飛機，編號分別為B-68801及B-68802。依照民航局的航空器記錄，編號B-68801是BN-2B-26型，出廠日期為1992年6月22日，此機塗裝是白底紅藍線條。編號B-68802是BN-2B-20型，出廠日為1991年5月24日，此機塗裝是深藍底。其中編號B-68801的BN-2飛機已於2012年8月墜毀於中央山脈東側。2014年9月，大鵬航空另引進3槳片的BN-2T，編號為B-68808。

## 事故
- 2012年8月30日，編號B-68801的空照機，上午7時25分從臺北松山機場起飛，執行宜蘭-花蓮空拍作業中，9時32分在花東交界區附近發出緊急訊號後失蹤。9月1日上午9時55分，由協助支援搜救之群鷹翔國土資源航空回報目視疑似失聯飛機地點（23°20′23.28″N 121°1′44.11″E / 23.3398000°N 121.0289194°E）[4]